# Royal Indian Navy

Pavillon naval (1928-1950)

Pavillon naval (1879-1928) et Naval Jack (1928-1947)

La Royal Indian Navy (RIN) était la force navale de l'Inde britannique et du Dominion de l'Inde. Avec les armées de la présidence, plus tard l'armée indienne, et à partir de 1932, l'Indian Air Force, elle faisait partie des forces armées de l'Inde britannique.

## Historique
Depuis ses origines en 1612 en tant que Marine de la Compagnie britannique des Indes orientales, la Marine a subi divers changements, dont le nom. Au fil du temps, il a été nommé Bombay Marine (1686), Bombay Marine Corps (1829), Indian Navy (1830), Her Majesty's Indian Navy (1858), Bombay and Bengal Marine (1863), Indian Defence Force (1871). ), La Marine indienne de Sa Majesté (1877) et la Marine royale indienne (1892). Elle a finalement été nommée Royal Indian Navy en 1934. Cependant, elle s'est avérée être une force relativement mineure jusqu'à la Seconde Guerre mondiale, période à partir de laquelle elle s'est considérablement élargie.

### Après la Seconde Guerre mondiale
Après la partition de l'Inde en deux États indépendants en 1947, la Marine a été divisée entre le Pakistan et l'Inde. Un tiers des actifs et du personnel ont été affectés à la Royal Pakistan Navy. Environ les deux tiers de la flotte appartenaient à l'Union indienne, de même que tous les actifs terrestres sur son territoire. Cette force, toujours sous le nom de Royal Indian Navy, est devenue la marine du Dominion de l'Inde jusqu'à ce que le pays devienne une république le 26 janvier 1950. Elle a ensuite été rebaptisée Indian Navy.